# Auenwald
Auenwald è un comune tedesco di 7 026 abitanti, situato nel land del Baden-Württemberg.